# OSG Hendrik van der Vlist

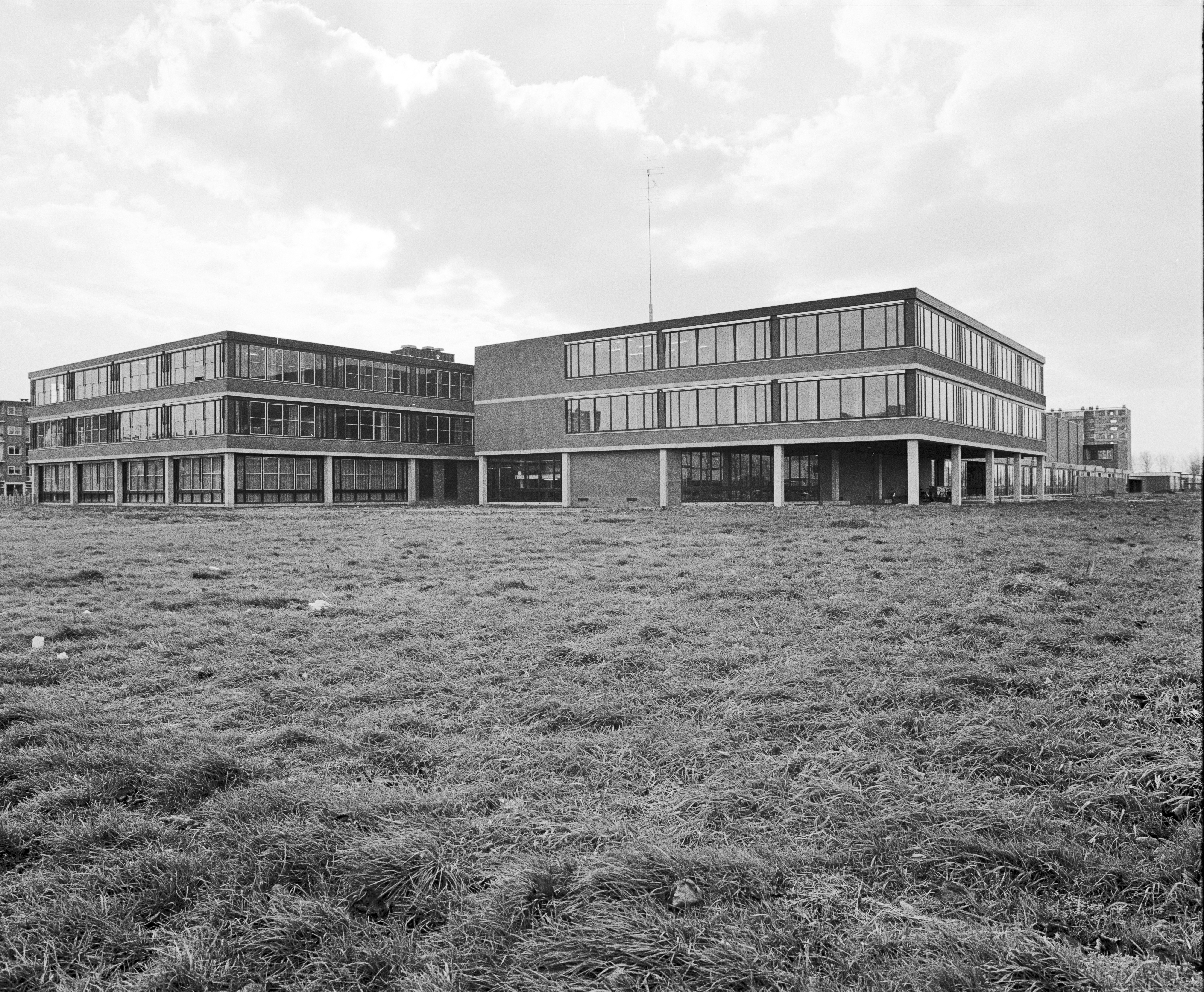
Het gebouw aan de Amerikalaan

De Openbare Scholengemeenschap (OSG) Hendrik van der Vlist, informeel de OSG, is een voormalige scholengemeenschap voor middelbaar onderwijs in Utrecht, in 1963 opgericht door en vernoemd naar wethouder Hendrik van  der Vlist.
De school was gelegen in de wijk Kanaleneiland en  verhuisde in 1990 naar Lunetten, waarbij hij een andere naam kreeg: eerst Prisma College, later Triaton College. De school functioneerde tot 1998 en werd in 2000 opgeheven. 

## Oprichting en opening

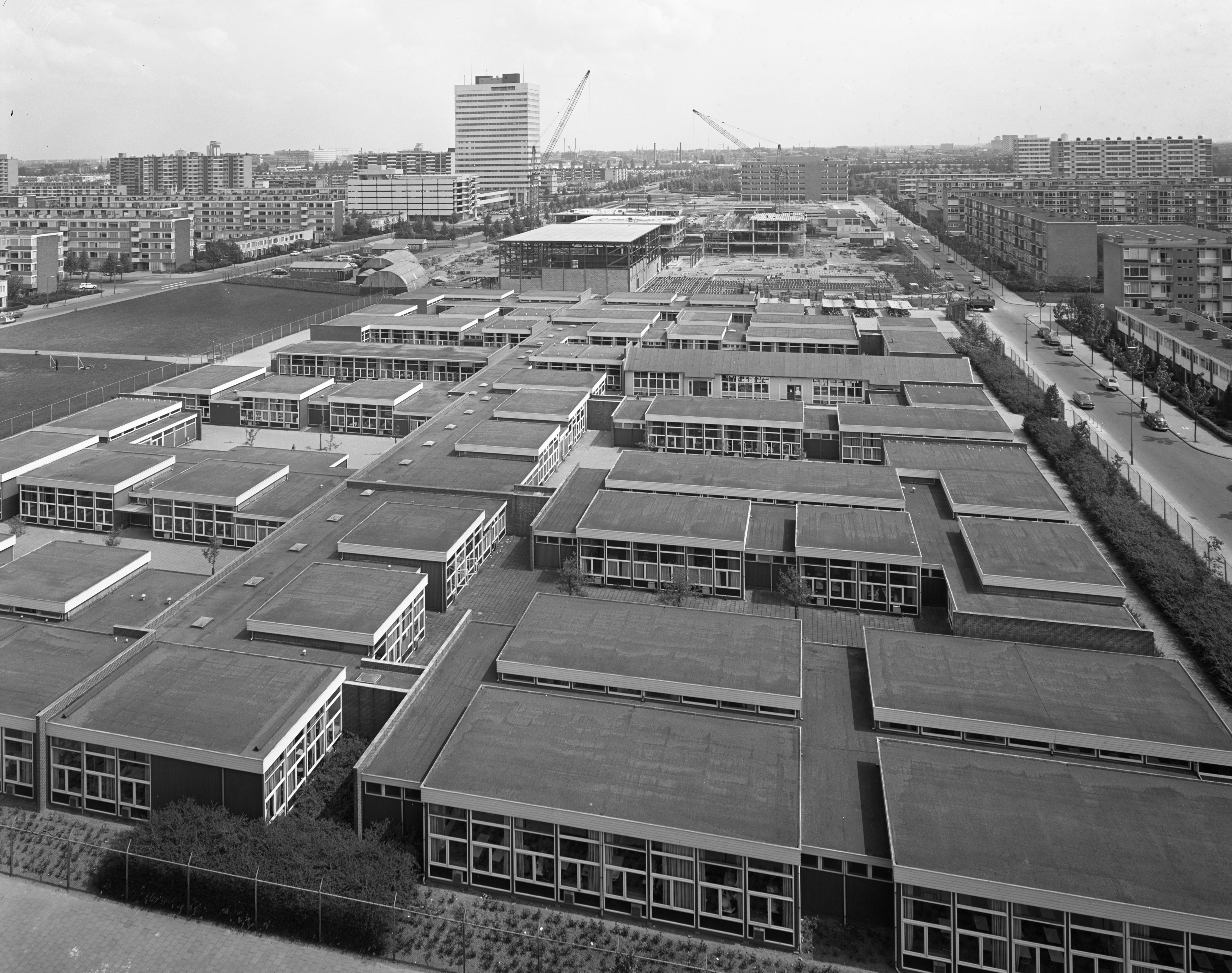
Op de achtergrond het complex aan de Amerikalaan in aanbouw. Op de voorgrond rijen noodgebouwen waar de school tien jaar huisde.

Met algemene stemmen besloot de Utrechtse gemeenteraad op donderdag 21 februari 1963, dat de scholengemeenschap op het Kanaleneiland kon starten met de inschrijving van leerlingen. Tevens werd besloten, dat er geen inschrijvingen meer zouden plaatsvinden voor de Gemeentelijke HBS aan de Catharijnesingel. Deze zou langzaam afgebouwd worden. Een extra probleem was de bekostiging van de gymnasiumafdeling van de nieuwe school. Het rijk wenste deze niet te betalen. Voor wethouder Van der Vlist was er maar één alternatief: óf een scholengemeenschap met een gymnasiumafdeling óf helemaal geen scholengemeenschap. Zonder deze afdeling is de mogelijkheid tot differentiatie voor de ouders afgesneden.
Op 1 september 1963 opende de school haar deuren; de officiële opening was op 5 september 1963 in het Gebouw voor Kunsten en Wetenschappen. De school werd vernoemd naar de Utrechtse PvdA-wethouder Hendrik van der Vlist (1900-1978), die van 1946 tot 1970 wethouder van Onderwijs en Personeelszaken was. De school had een baanbrekend onderwijsprofiel en anticipeerde op de invoering van de Mammoetwet (Wet op het voortgezet onderwijs).  Deze was op 14 februari 1963 goedgekeurd, maar de ingangsdatum was bepaald op 1 augustus 1968.

## De periode Stellinga (1963-1971)
Op 20 september 1962 werd Dr. G Stellinga door de Utrechtse gemeenteraad benoemd tot algemeen schoolleider van de scholengemeenschap en tot rector van de afdeling VHMO. Hij had een lange staat van dienst in het onderwijs als onderwijzer, leraar en rector van het Rotterdams Avondlyceum.
Kenmerkend voor de nieuwe school waren de brugklassen en de mogelijkheid voor leerlingen om eventuele fouten bij de keus van een opleiding te kunnen rechtzetten. Een leerling kon doorstromen van mavo naar havo en van havo naar vwo – maar ook andersom. Dit was vroeger vrijwel niet mogelijk; een doorstroom van mulo naar hbs sloot bijvoorbeeld geheel niet aan.  
De school ging op één punt verder dan de Mammoetwet van minister Cals: in de school was ook een kleuterschool en een lagere school gevestigd; van deze scholen was Dr. Stellinga ook hoofd. Het samenbrengen van scholen onder een dak en een organisatie was een revolutionair idee dat sterk gestimuleerd werd door de wethouder Van der Vlist […]. Instituten van dien aard bestonden nog niet in Nederland.
De OSG stond bekend om haar innovatieve onderwijsaanpak, waarbij ze actief bezig was met vernieuwingen in het onderwijs. Ze experimenteerde met nieuwe lesmethoden en technologieën om het onderwijs te verbeteren. Belangrijk voor het onderwijs waren de mentor-uren, de studie-uren en het veertig-minuten-rooster. De school kende een eenjarige brugperiode, het gemeenschappelijk eerste leerjaar (Gel), dat verdeeld was over A en B. In het Gel B zaten de leerlingen met het schooladvies ulo, hbs of gymnasium (na 1968 mavo, havo en vwo); in Gel A kwamen de overige leerlingen. De brugklassen waren dus samengesteld uit leerlingen met een verschillend schooladvies. Deze heterogene brugklassen waren de basis van de onderwijsvisie.
De school groeide snel naar zo’n 1700 leerlingen. In de randgemeenten van de stad Utrecht was geen of weinig voortgezet onderwijs en een groot deel van de schoolpopulatie bestond uit leerlingen uit De Meern, Harmelen, Houten, Nieuwegein, IJsselstein en Vianen. 
Rector Stellinga was een bevlogen onderwijsman; als schoolleider was hij vooral een theoreticus. Hij bleek echter niet de man om het docententeam tot een eenheid te vormen, temeer omdat de Sixties hoogtij vierden op de school. Er werd eindeloos gediscussieerd over inspraak, medezeggenschap, drugs, de Vietnamoorlog, lesvrijheid en spijbelkaarten. Dr. Stellinga diende in 1971 zijn ontslag in en werd rector van de Lerarenopleiding in Leeuwarden.  

## De periode Erdtsieck en de nieuwbouw aan de Amerikalaan (1971-1989)
In 1971 kreeg de school een nieuwe rector: G.J. Erdtsieck uit Almelo. Deze kreeg van de gemeente Utrecht de opdracht mee om orde op zaken te stellen en meer sturing te geven aan de uitwerking van het onderwijsprofiel. Na de kweekschool was hij onderwijzer geweest en na de studie geschiedenis werd hij leraar aan het Erasmus-Lyceum in Almelo. Jan Erdtsieck slaagde er in vrij korte tijd in om de school naar binnen én naar buiten als eenheid te presenteren. Dit lukte hem door zijn wel zeer persoonlijke manier van leiding geven.
De school was in de periode 1963-1973 gehuisvest in een groot aantal noodgebouwen ('houten barakken') aan de Rooseveltlaan. Op 2 oktober 1973 werd ernaast het nieuwe schoolgebouw geopend aan de Amerikalaan 109.  
Het nieuwe gebouw heeft drie bouwlagen. In totaal zijn er 74 lokalen, vier gymnastieklokalen, een sporthal, een grote aula en een muzieklokaal. Bij de recreatieve voorzieningen is rekening gehouden met de betekenis die zij kunnen hebben voor de wijk. Uniek is de aula, die als een ‘kuil’ met treden om op te zitten is gesitueerd. Deze kuil (in het ontwerp een ronde, arenavormige aula voor vijfhonderd personen) werd ook gebruikt voor toneelvoorstellingen, congressen en buurtactiviteiten en kreeg daardoor landelijke bekendheid.  
De school vond het ook belangrijk, dat leerlingen kennis maakten met vele facetten van het culturele leven. Het aanbod was zeer breed en de kuil stond centraal: Neerlands Hoop, Proloog, Gruppo Sportivo, Bassarus, ter gelegenheid van 400 jaar Unie van Utrecht, toneelvoorstellingen, filmvoorstellingen, politieke panels et cetera. Ook werd schouwburgbezoek georganiseerd.  
Voor de brugklassers begon het schooljaar met een kennismakingsweek op de Paasheuvel in Vierhouten. Voor de hogere leerjaren waren er werkweken (Berlijn, Praag, Parijs en wintersport). 
De schoolkranten uit die tijd ademden de tijdgeest in woord en beeld. Voor de leerlingen was de OSG toen: the place to be. 
De eerste tien jaren aan de Amerikalaan verliepen in relatieve rust. Er werd structureel gewerkt aan het realiseren van de onderwijsvisie. De school slaagde erin om haar emancipatorische doelstellingen waar te maken.  
In de tweede helft van de jaren tachtig begon de geleidelijke daling van het leerlingenaantal, voor een belangrijk deel doordat in de randgemeenten van Utrecht scholen voor voortgezet onderwijs werden gesticht. Zo kreeg Nieuwegein drie scholen voor voortgezet onderwijs. Verder veranderde de wijk Kanaleneiland geleidelijk van karakter door de instroom van onder meer Turkse en Marokkaanse gezinnen. De school slaagde er niet in om een passend antwoord te vinden op de sterke toename van het aantal allochtone leerlingen.
Rector Erdtsieck vertrok in 1986 om gezondheidsredenen.

## Verhuizing naar Lunetten en fusie (1989-1998)
In 1987 werd de heer Rob Olieroock benoemd tot rector. Zijn opdracht was onder meer de verhuizing te begeleiden. Op het Zwarte Woud 211 in Lunetten werd in 1989 gestart met noodlokalen. Nog voor de opening van het nieuwe gebouw in mei 1990 vertrok Olieroock, die benoemd was tot rector van het gloednieuwe Northgo College in Noordwijk. Waarnemend rector M. van der Stoep was in 1990 te spreken over het gebouw: Het gebouw oogt vriendelijk. Het heeft een menselijk gezicht, voor zover je dat van een gebouw kunt zeggen.
Eind 1990 werd mevrouw Mia Verhagen benoemd tot rector. Zij werd geconfronteerd met een grootschalige fusie van het openbaar voortgezet onderwijs in Utrecht, waar dertien scholen bij betrokken waren. Uiteindelijk bleven drie scholen over: het Prisma College, het Spectrum College en het Stedelijk Gymnasium. Vanuit het Gemeentebestuur lag er de duidelijke wens om ook het Stedelijk Gymnasium onderdeel te laten zijn van de fusieplannen. Maar deze school slaagde erin om zelfstandig te blijven.
Toen mevrouw Verhagen in het voorjaar van 1991 ontslag nam, werd zij opgevolgd door de heer Maarten van der Stoep. Hij werd benoemd op 12 maart 1992. Zijn eerste taak was om leiding te geven aan het fusieproces. Toen de fusie op 1 augustus 1992 een feit was kreeg hij de leiding over de locatie van het Prisma College aan het Zwarte Woud. Deze locatie voor mavo, havo en vwo betekende een fusie van de Dr. de Visserschool voor mavo en de openbare scholengemeenschap Hendrik van der Vlist. De naam Triatlon College voor deze locatie stond voor de driepoot projectmatig werken en leren, brede culturele vorming en sportief presteren.  Dit was een LOOT-school, waar de integratie van sport en onderwijs voorzieningen bood aan leerlingen met een topsport-indicatie. Dit werd gerealiseerd door flexibele lesroosters, vrijstelling van bepaalde vakken, gespreide examens en persoonlijke begeleiding. 
Op de nieuwe school werden keuzeblokken geïntroduceerd in het lesrooster. Schoolbreed werd voor alle klassen op donderdagmorgen een blokuur, een dubbel lesuur, ingeroosterd. De leerlingen maakten tijdens deze uren een vakoverstijgend werkstuk. Ze waren vrij in de keuze van de onderwerpen en de vakken waarvoor het werkstuk gewaardeerd moest worden. De leerlingen bepaalden zelf of ze individueel of in tweetallen wilden werken. Zo werd bijvoorbeeld een Engelstalig werkstuk over D-Day beoordeeld door de docenten voor geschiedenis en Engels. Een onderzoeksvraag als Zou je in de kubuswoning van Piet Blom in Rotterdam een boekenkast kunnen plaatsen? werd begeleid en beoordeeld door de wiskunde-docent.

## Einde
Vanaf de fusie in 1992 zijn er studies geweest naar de mogelijkheden van het havo en vwo op het Zwarte Woud. De Sterkte-Zwakte-analyse van het Zwarte Woud (1993) en het artikel Over het behouden van een havo/vwo-opleiding maakten de kwetsbaarheid duidelijk.
Het Triatlon College kreeg net als haar voorloper te maken met een dalend leerlingenaantal. De vergelijking met de OSG Hendrik van der Vlist dringt zich op. Het was een misrekening om leerlingen uit Houten te verwachten, want deze gemeente kreeg zelf een scholengemeenschap voor voortgezet onderwijs. De wijk Hoograven bleek ook onvoldoende leerlingen op te leveren. Het schoolbestuur zag zich dan  ook genoodzaakt om de school op te heffen en met de licentie een nieuwe brede scholengemeenschap te stichten in de nieuwbouwwijk Leidsche Rijn.
Het Triatlon College werd afgebouwd in samenwerking met het Thorbecke College. Rond de eeuwwisseling vertrokken de laatste leerlingen  van het Zwarte Woud en in 1998 werd het Leidsche Rijn College geopend.